# Spermaweb

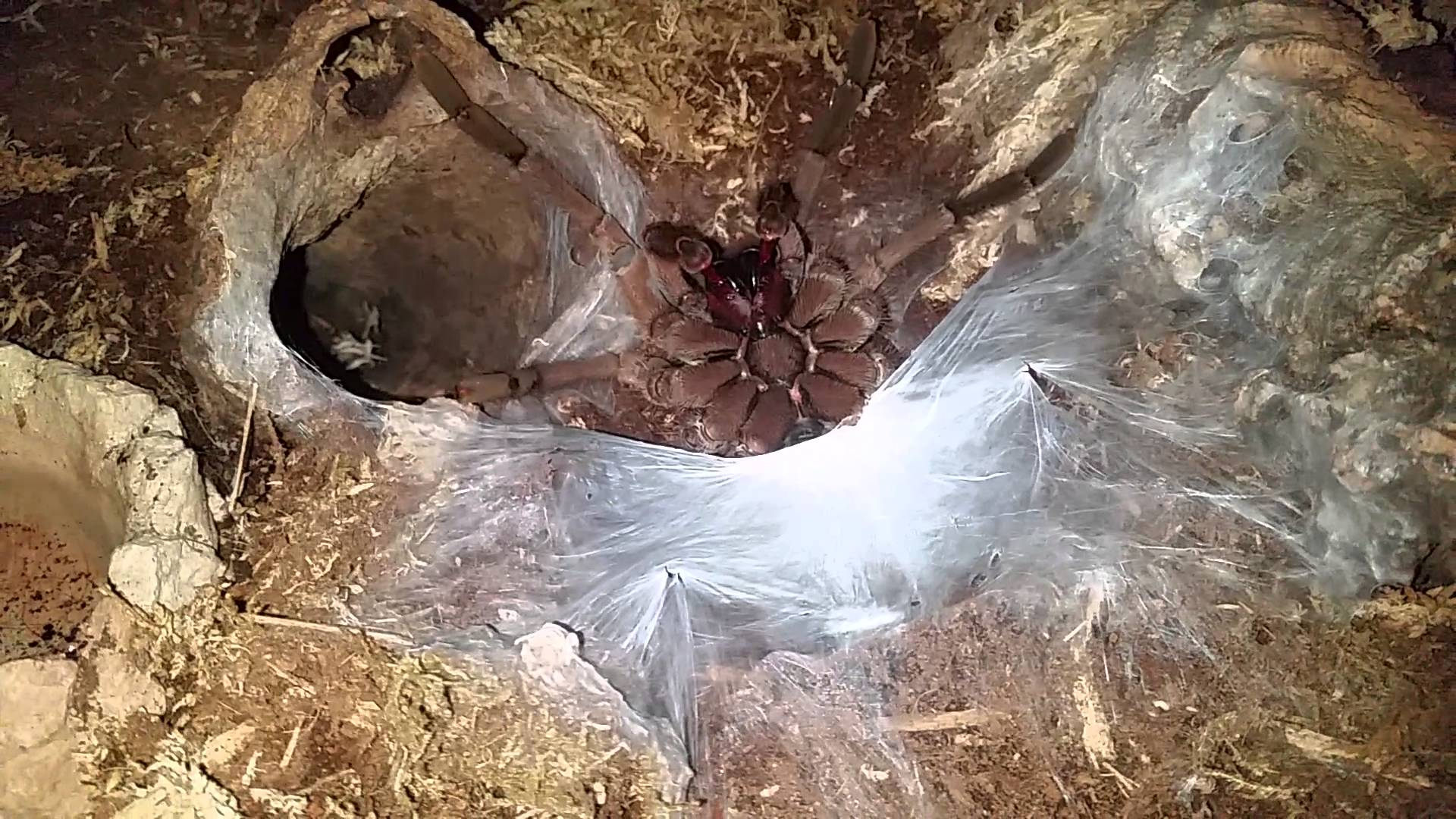
Een goliathvogelspin (Theraphosa blondi) in een spermaweb.

Een spermaweb is een witte, gesponnen constructie van de meeste mannelijke vogelspinnen. Het webachtige bouwsel is wit en behoorlijk dik (ongeveer de dikte van een servet). 
Als het mannetje geslachtsrijp is, zal hij gedurende enkele dagen tot een week een dik web spannen, waarin hij enkele druppeltjes sperma hangt. Deze zijn de eerste minuten wit, maar verkleuren dan en worden doorzichtig. In de vrije natuur zal het mannetje proberen om het vrouwtje met haar abdomen tegen zo'n spermadruppeltje te duwen, waardoor ze bevrucht kan raken. Na deze paring bestaat een kans dat het mannetje wordt opgegeten, om voldoende eiwitten te hebben voor de kweek van haar kroost. Het mannetje lijkt zich daar echter van bewust en zal zeker proberen weg te komen na de paring.
Mannelijke spinnen kunnen gedurende hun leven meerdere spermawebben maken. De meeste spinnen leven na het spinnen van zo'n spermaweb hooguit nog 2 jaar. Sommige sterven onmiddellijk na het spinnen van een spermaweb.